# Bolszaja Tachta
Bolszaja Tachta (ros. Большая Тахта) – wieś (dieriewnia) w Rosji, w obwodzie nowosybirskim, w rejonie czistooziornym. W 2010 liczyła 94 mieszkańców.